# Голіцини (присілок)
Голі́цини (рос. Голицыны) — присілок у складі Орічівського району Кіровської області, Росія. Входить до складу Спас-Талицького сільського поселення.
Населення становить 11 осіб (2010, 9 у 2002).
Національний склад станом на 2002 рік — росіяни 89 %.